# Col de la Vanoise
Pour les articles homonymes, voir Vanoise.
Le col de la Vanoise est un col des Alpes françaises situé à 2 517 mètres d'altitude dans le parc national de la Vanoise. Il permet l'accès entre les localités de Pralognan-la-Vanoise et Termignon, appartenant respectivement aux vallées de la Tarentaise et de la Maurienne, dans le département de la Savoie. Il est situé sur le sentier de grande randonnée 55 et sur le tour des Glaciers de la Vanoise.

## Géographie
Le col de la Vanoise se trouve dans le sud-est de la France, en Savoie, au centre du massif de la Vanoise, au cœur du parc national de la Vanoise. Il s'élève à 2 517 mètres d'altitude entre Pralognan-la-Vanoise dans la vallée de la Tarentaise à l'ouest et Termignon dans celle de la Maurienne au sud.
Il est situé dans une large vallée glaciaire formant un plateau dont l'altitude est voisine de 2 500 mètres, entre la Grande Casse (3 855 m) au nord-est, l'aiguille de la Vanoise (2 797 m) au nord-ouest et les glaciers de la Vanoise — notamment la pointe de la Réchasse (3 212 m) — au sud. Ce plateau accueille plusieurs lacs plus ou moins temporaires : le lac Long au nord en direction de la Glière et du lac des Vaches, le lac des Assiettes à l'ouest en direction du ruisseau de l'Arcelin et le lac Rond et le lac du Col de la Vanoise au sud-est en direction du ruisseau de la Vanoise. Le refuge du Col de la Vanoise se trouve juste à quelques dizaines de mètres au nord du col, entre les lacs Long, Rond et des Assiettes.
Sa situation entre Tarentaise et Maurienne lui confère une position de carrefour. S'il est accessible directement d'une part depuis Pralognan-la-Vanoise à l'ouest via le vallon de la Glière au nord de l'aiguille de la Vanoise ou via le vallon du ruisseau de l'Arcelin au sud de l'aiguille ou d'autre part depuis Termignon au sud via le Plan du Lac, d'autres itinéraires sont possibles. Ainsi, il peut être également rejoint côté Tarentaise depuis le pied du Grand Bec au nord-ouest via le col Noir sur l'adret de la pointe du Creux Noir ou encore depuis le secteur du Petit et du Grand Marchet au sud-ouest via le col du Grand Marchet sur l'ubac des glaciers de la Vanoise ; côté Maurienne, il peut être rejoint depuis Tignes au nord-est via le col et le vallon de la Leisse, depuis Val-d'Isère au nord-est via le col et le vallon de la Rocheure ou encore depuis le secteur d'Aussois au sud via l'adret des glaciers de la Vanoise et le refuge de l'Arpont. Parmi ces sentiers sur lesquels s'appuient les itinéraires de randonnée du GR 55 et du tour des Glaciers de la Vanoise se trouvent la Via Alpina entre Trieste et Monaco et la route du sel entre Moûtiers et Maurienne,,.

## Histoire
Dès l’âge du bronze (vers 1000 av. J.-C.), le col est déjà fréquenté, pour la liaison entre la vallée de la Tarentaise et la Haute-Maurienne. Plusieurs découvertes archéologiques attestent de ces passages : la première par la présence de roches gravées au lac des Assiettes datées entre 900 et 700 av. J.-C. ; la deuxième sur le chemin du col juste à l’aval du lac des Vaches par un fer de lance à douille.
Les Romains abandonnèrent cet itinéraire car ils ne pouvaient sécuriser toutes les routes de montagne. Après leur victoire sur les Ceutrons, ils décidèrent d’aménager le col du Petit-Saint-Bernard qui permettait l’acheminement du plomb argentifère d’Aime en plus du sel de Salins. Deux routes principales sont alors en concurrence : celle passant par le Petit-Saint-Bernard et la route du Mont-Cenis. Pour accéder au col du Mont-Cenis, la route passait par la Maurienne, le col de la Leisse et le col de la Vanoise.
À la chute de l’Empire romain, la situation politique rend la route du Petit-Saint-Bernard peu sûre et elle n’est plus accessible que par mulets. Le passage par le Mont-Cenis est privilégié, c’est la « Via Francigena ».
Le col de la Vanoise retrouve de l’importance au VIIIe siècle pour relier Chambéry à Turin. Il fait partie du réseau de cols de montagne qui permettent de relier le Mont-Cenis en évitant la Maurienne et ses nombreux péages.
Le col fut une voie de commerce notamment pour le sel puisque des salines royales existaient à Moûtiers. Le sel de Salins fournissait une part très importante des revenus de la Savoie et était exporté côté italien par le col de la Vanoise. Le sel passait de France en Italie sauf durant environ cinq ans pendant les travaux des salines où il fut importé de Gênes. Le chemin de fer, permettant de disposer de sel à moindre prix dès 1860, mit fin à l’extraction du sel de Moutiers tout comme celui des autres salines du Jura ou des Vosges.
L’exportation de fromages sous forme de tommes existait depuis plusieurs siècles. La création du beaufort grâce aux fromagers suisses débute vers 1630 dans le Beaufortain. Les meules sont exportées vers le Piémont, elles passent par le col de la Vanoise pour les meules produites dans le Beaufortain et stockées à Conflans, et celles de la vallée de Bozel. Le beaufort produit en Haute Tarentaise passait au pied du col de la Vanoise en venant de Tignes par le vallon de la Leisse. On exportait également vers le Piémont du miel et des cuirs tannés. D’autres produits transitaient depuis l’Italie, essentiellement alimentaires (froment, riz, maïs, pommes de terre, épices…) mais aussi des étoffes provenant de Gênes et Venise.
De tout temps, la traversée du col n’était possible que durant d’été, d’où la difficulté durant cette période de trouver des mulets. En 1833-1834, des poteaux de bois ont été implantés pour signaler le chemin aux voyageurs car même en été la météo peut rendre le trajet difficile comme en 1983, été durant lequel la neige n’a pas quitté le col. Le col de la Vanoise était depuis Pralognan le seul col franchissable vers la Maurienne, sans devoir traverser un glacier, contrairement au col d'Aussois ou au col de Chavière, avant le recul général des glaciers ou la disparition de celui du col d'Aussois. Le géographe Nicolas Sanson (1600-1667) indique pour la première fois le passage du col sur sa carte de 1648 par une croix et le nom « La Vanoise ».
Le chemin du col est décrit ensuite comme « Grand Chemin de Vanoise rendant à Termignon en Maurienne » lors des levées de la Savoie en 1761 issues de la mappe Sarde.
Le col ne semble pas avoir été pris dans les glaces, mais la montée depuis Pralognan au-dessus du lac des Vaches s’est trouvée au pied du glacier de la Grande Casse. Celui-ci n’a été représenté pour la première fois que sur la carte de 1831 au 1:50 000 du roi de Sardaigne. L’avancée maximale du glacier de la Grande Casse au petit âge glaciaire a été décrite dans la thèse de Marie Gardent ; cette avancée se situe sur le petit plateau au-dessus du lac des Vaches au pied des actuelles moraines. Cette avancée maximale est aussi décrite par les glaciologues Paccalet et Vivian. La première carte d’état-major sarde de 1853 montre aussi le glacier au-dessus de ce petit plateau.
Devant l’essor de l’alpinisme (avec particulièrement l’attrait pour le glacier de la Grande Casse et la pointe de la Grande Glière), un refuge fut construit en 1878 par le Club alpin français. Le col reçut la visite du président Félix Faure en 1897 pour assister à des manœuvres de chasseurs alpins, c’est pourquoi le refuge fut appelé refuge Félix Faure en 1902, avant d'être renommé en 2000 refuge du Col de la Vanoise.

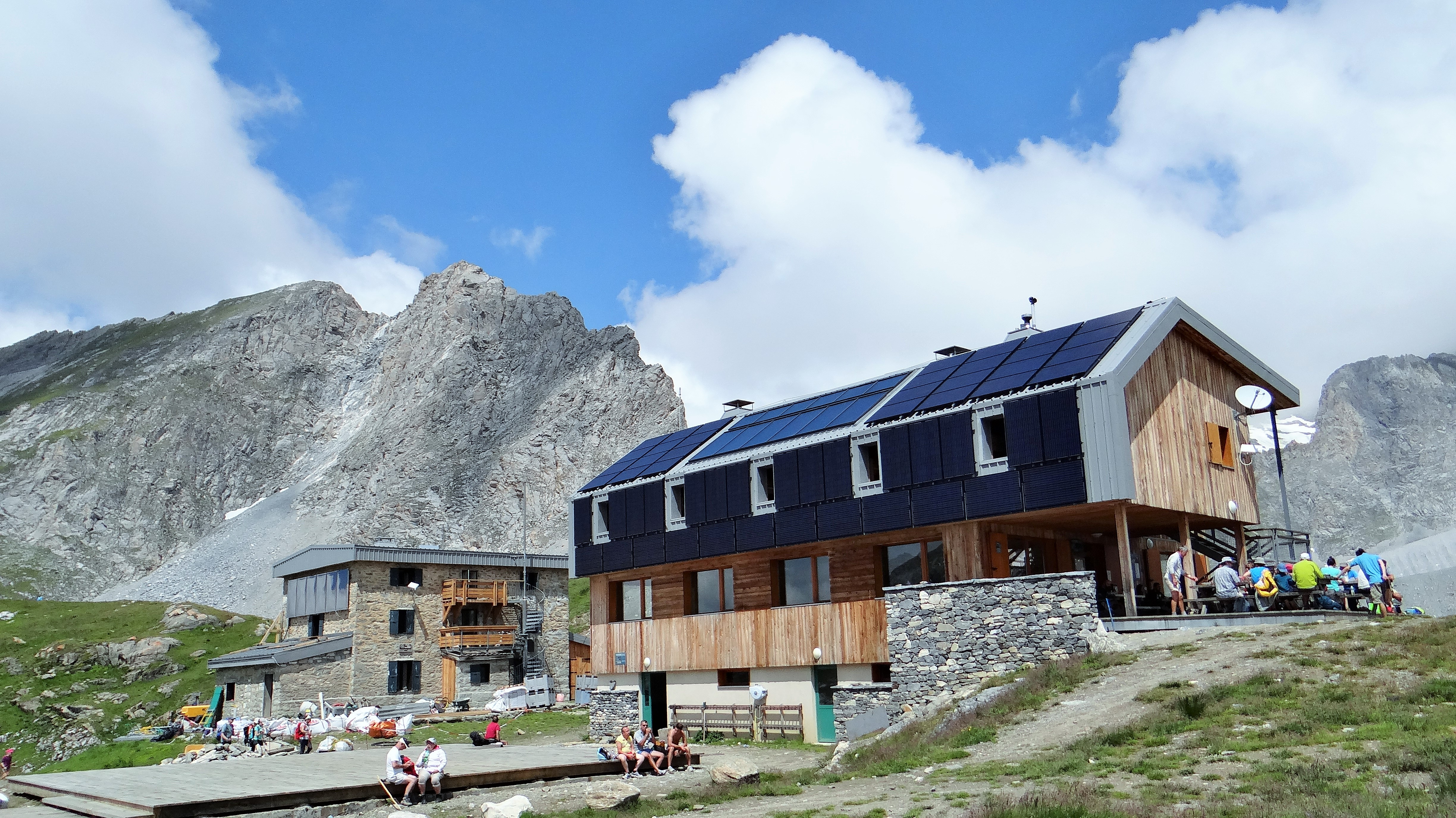
L'actuel refuge en été.
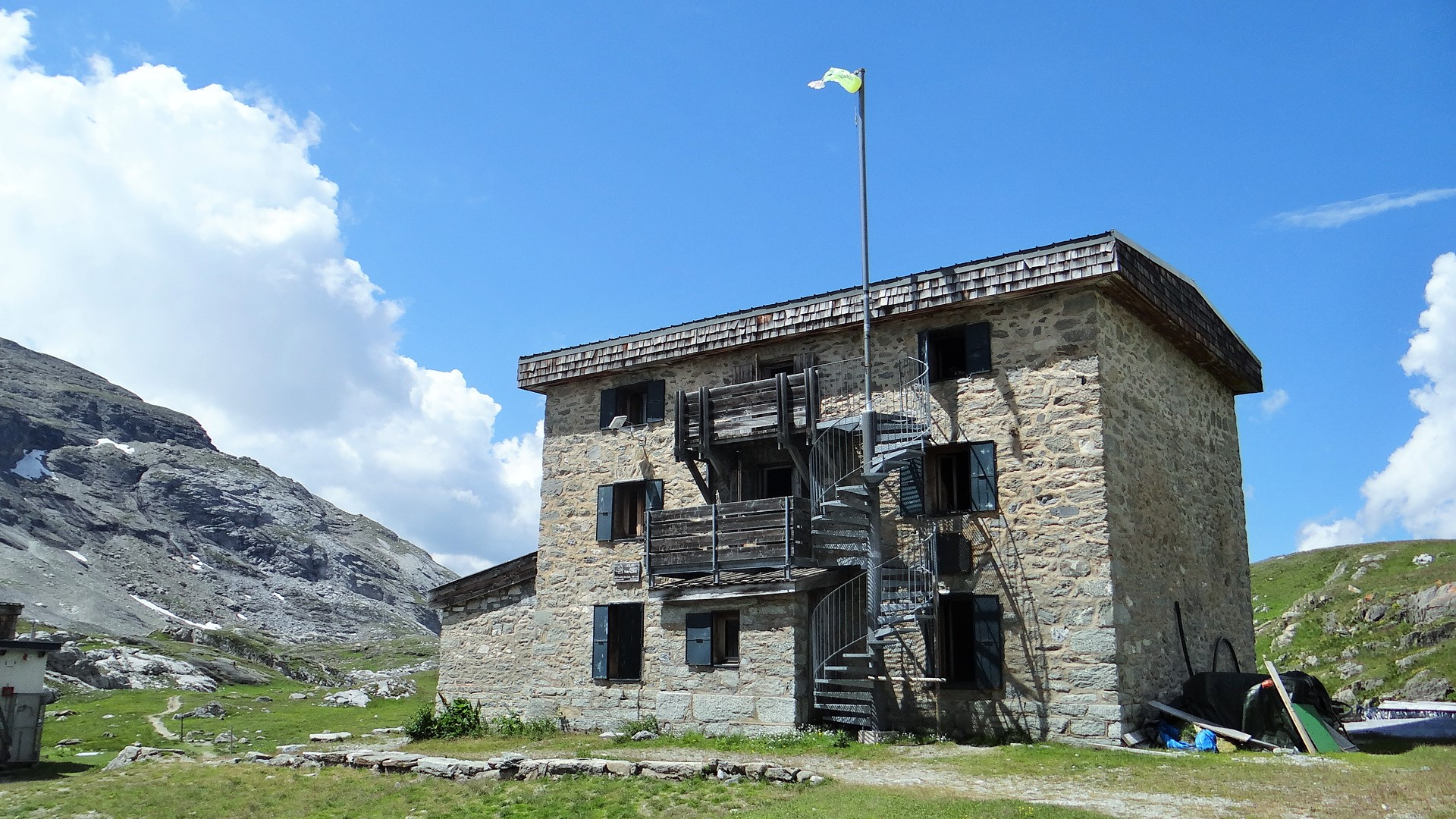
Ancien refuge.
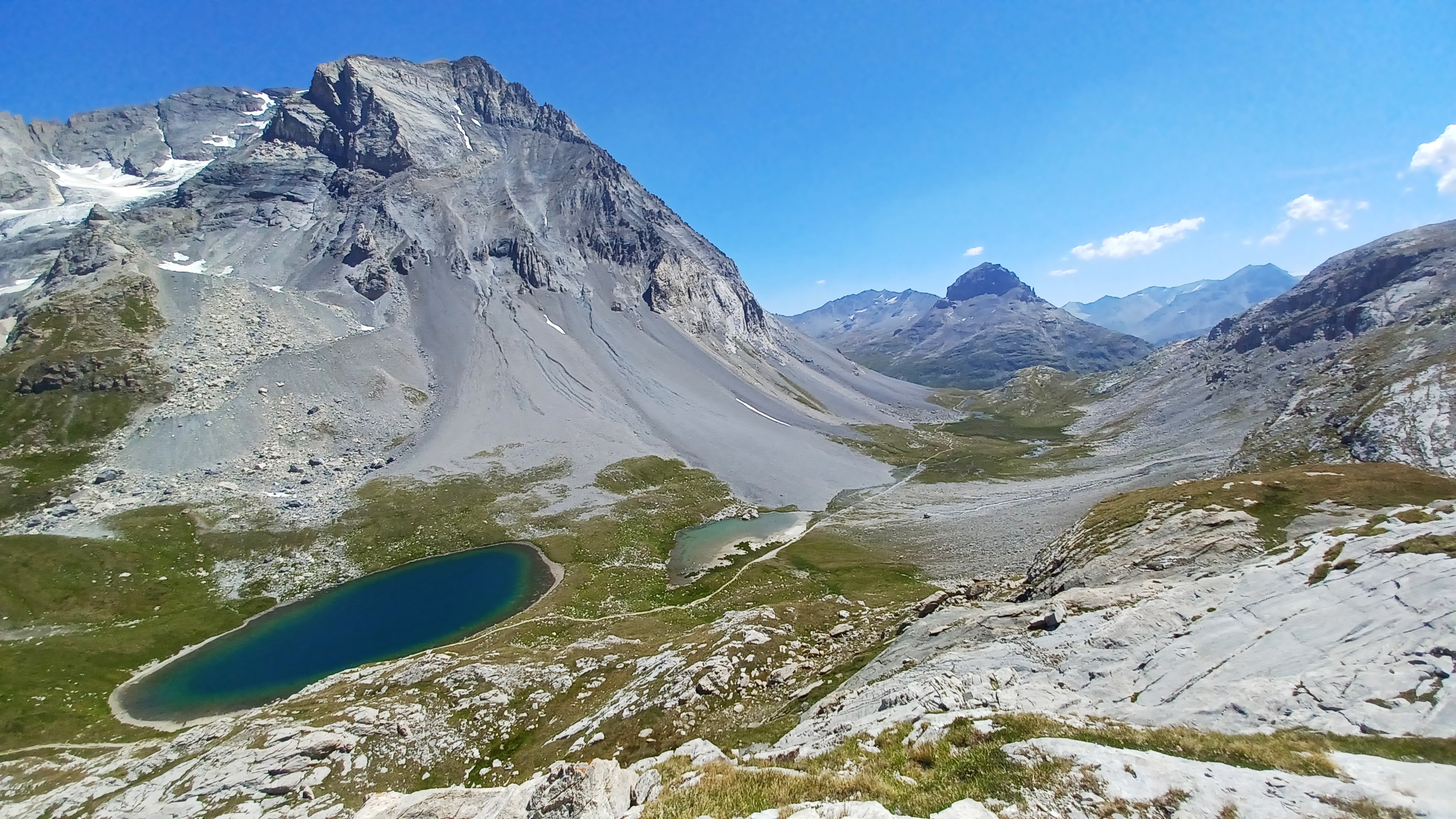
Le col en direction de la Maurienne avec le lac Rond au premier plan.
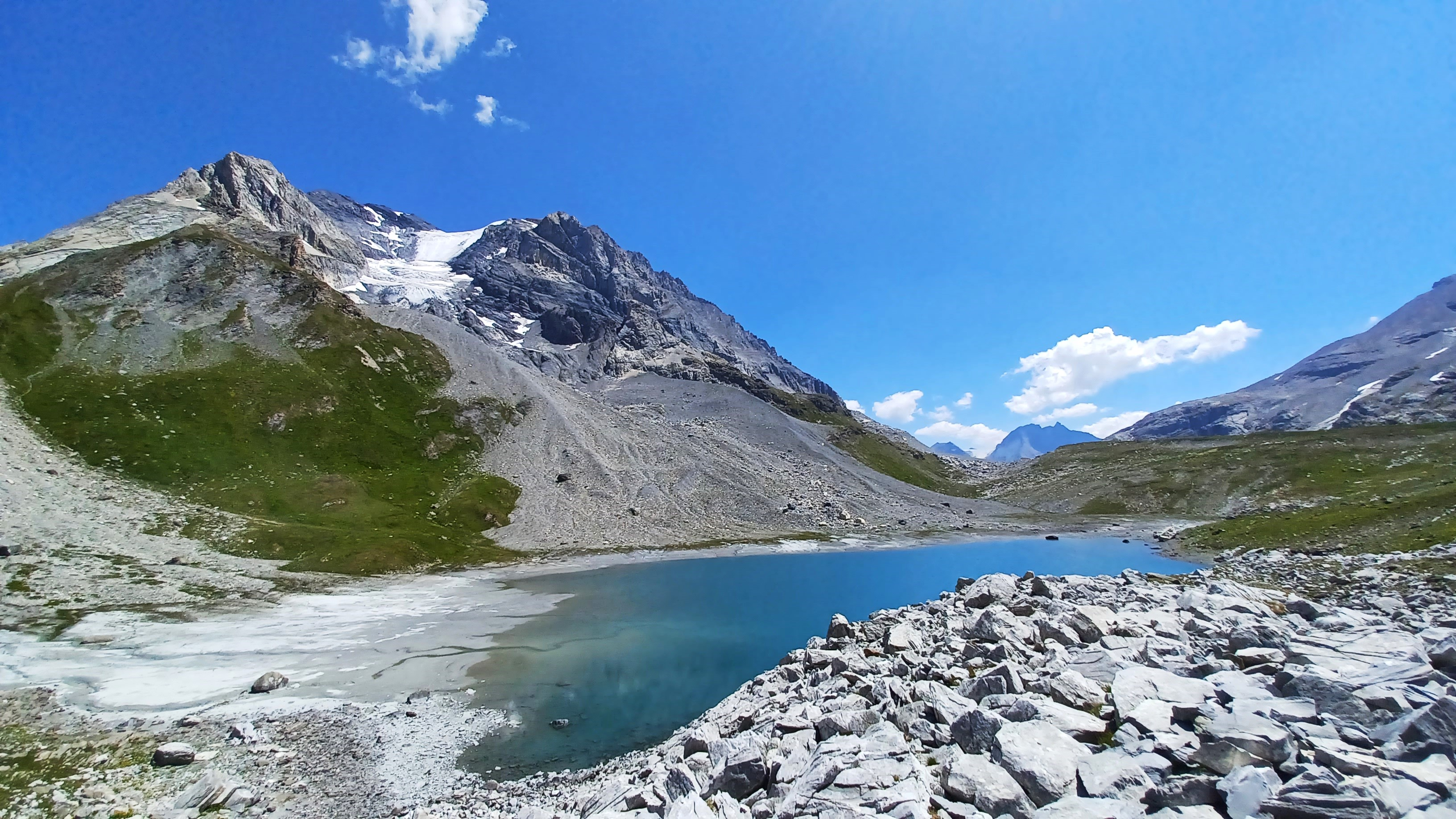
Col de la Vanoise depuis le lac long, Grande Casse sur la gauche.
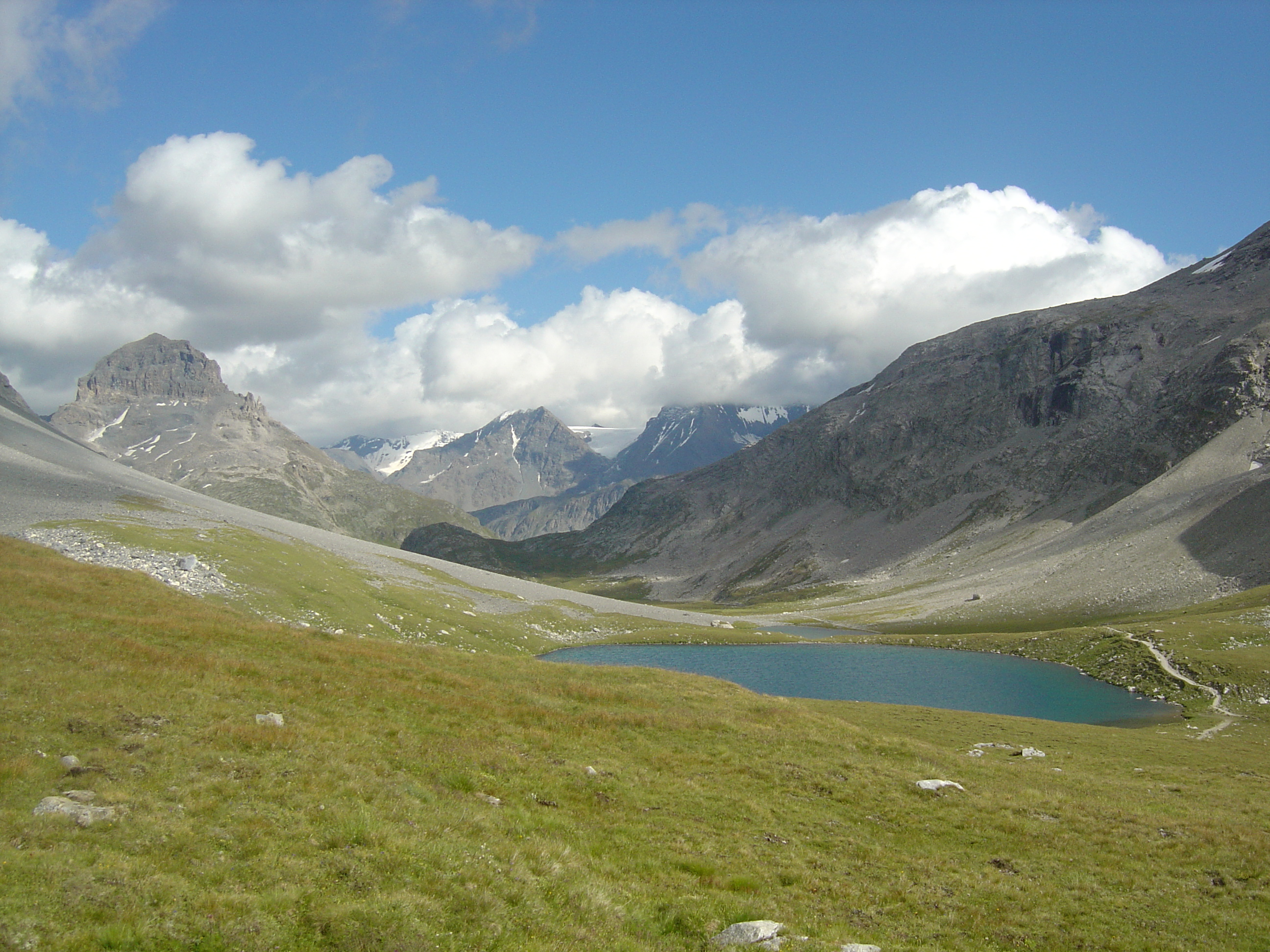
Le lac Rond.
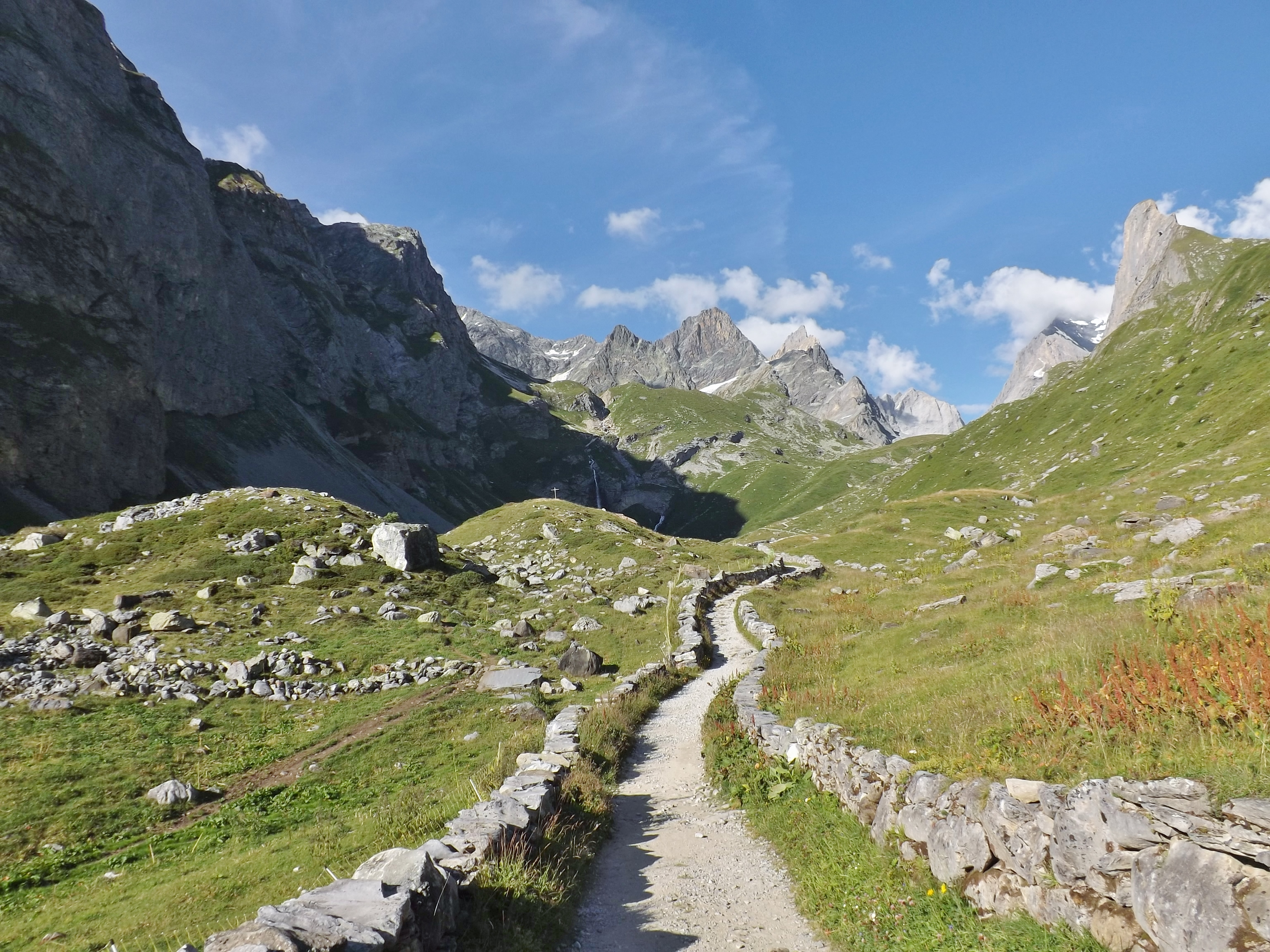
Le chemin des muletiers sur les hauteurs de Pralognan, ancienne « route du sel ».
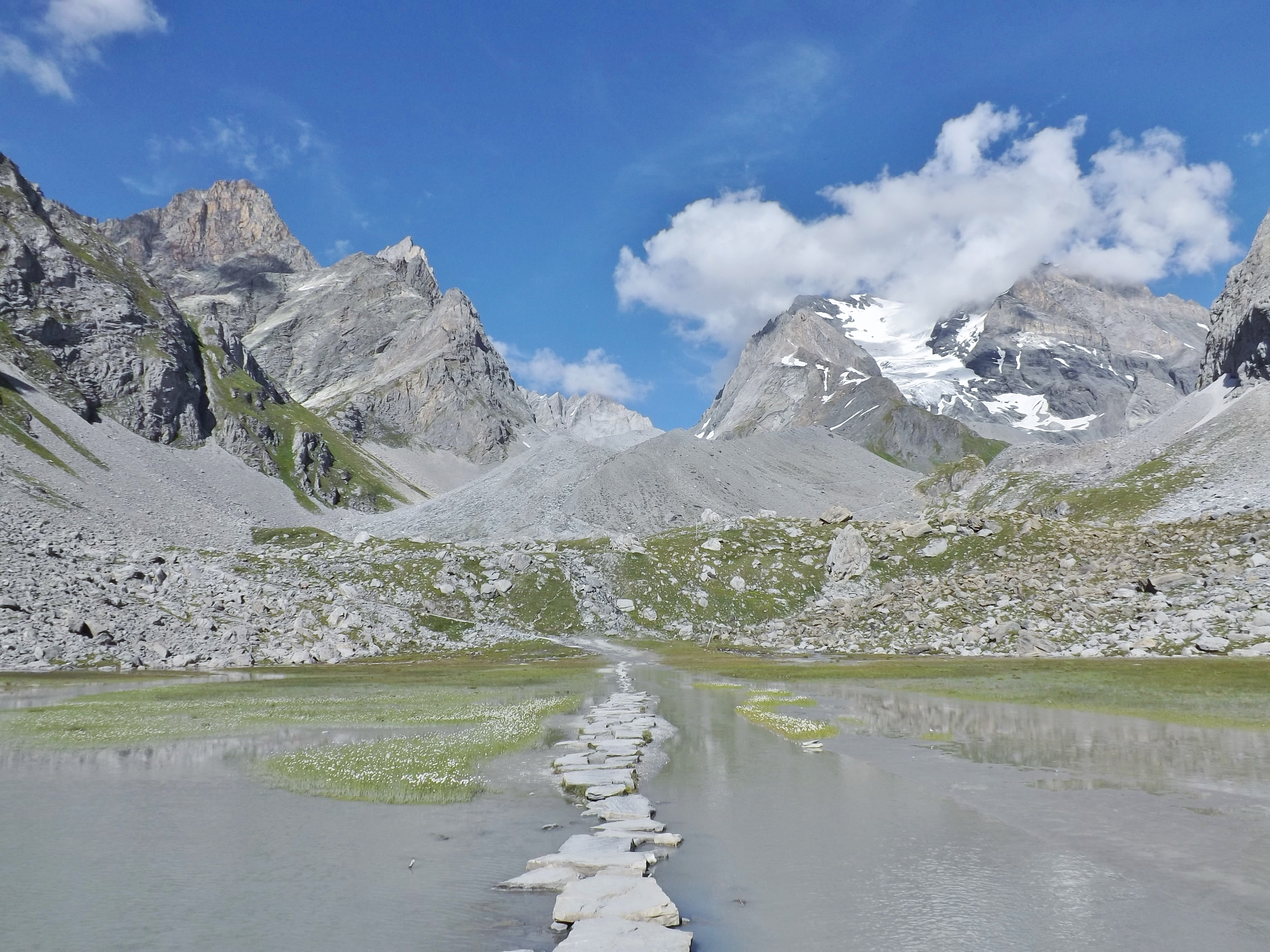
Le lac des Vaches, dans la vallée de la Glière, à proximité du col de la Vanoise. En arrière-plan, la Grande Casse.
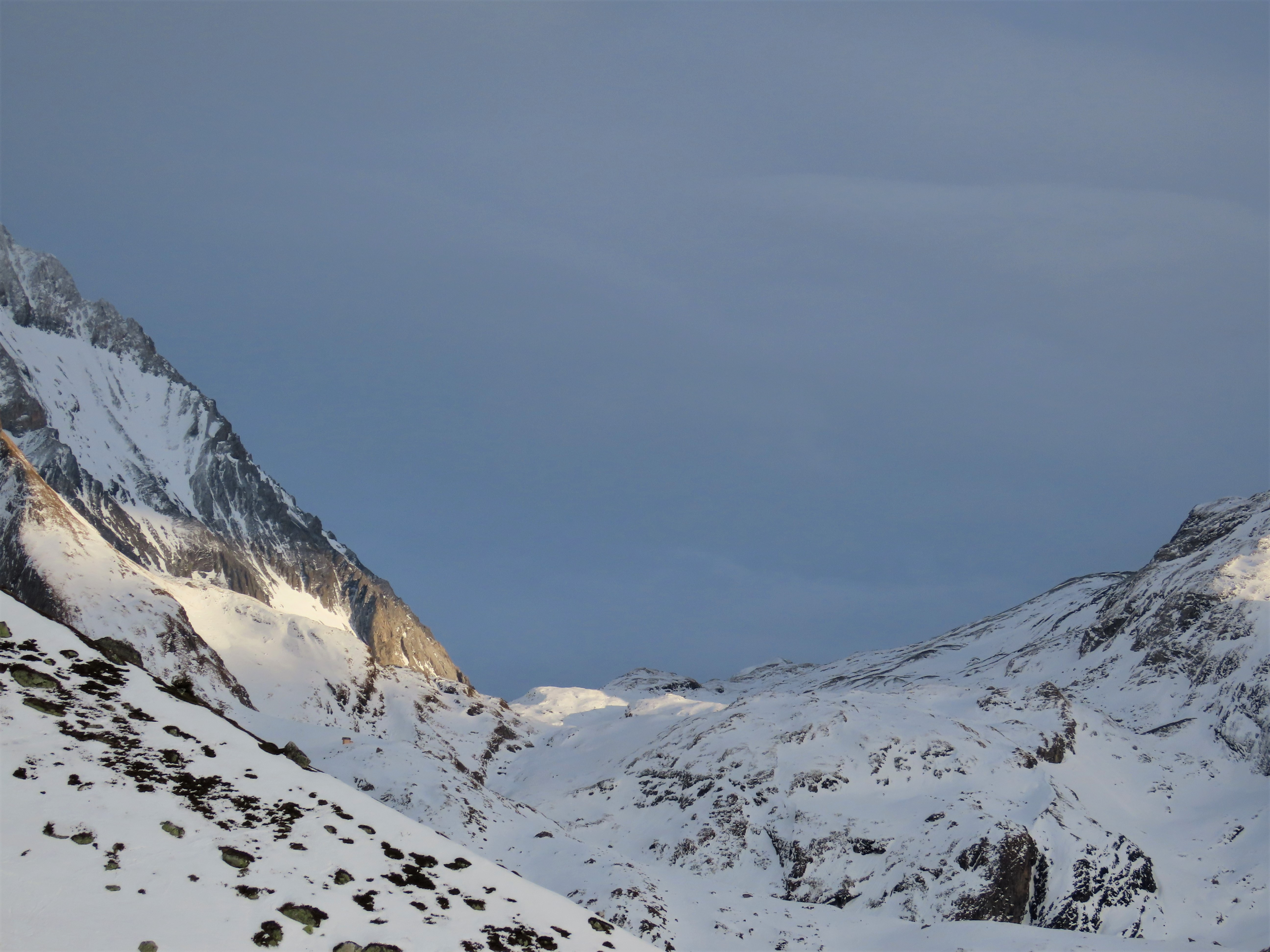
Vue hivernale du col de la Vanoise depuis les hauteurs du mont Bochor à l'ouest.